# Череповецкий автобус
Череповецкий автобус — система городского автотранспорта города Череповца.

## История развития
До начала строительства Череповецкого металлургического комбината в 1950-х годах, Череповец представлял собой небольшой город с числом жителей порядка 30 тысяч человек (32,4 тыс. на 1939 год). Соответственно, в виду небольших расстояний, потребности в пассажирском транспорте не возникало.
В 1936 году в городе была организована транспортная контора. Между тем, первый автотранспорт поступил только в 1946 году, а пассажирский — и вовсе только в 1951-м: такси и автобусы ЗИС-8 и ЗИС-16. В 1952 году появился автобус ЗИС-155 и первый автобусный маршрут: Вокзал — Соборная Горка по улицам Максима Горького, Ленина и Советскому проспекту.
В 1955 году начал работу Череповецкий металлургический завод, город стал расти быстрыми темпами, соответственно, стала развиваться и транспортная система, которая с 1956 года состояла из трамвайной системы и собственно автобусных линий.
В 1958 году автотранспортное предприятие разделено на две автоколонны:
- Автоколонна № 1456 — пассажирские перевозки;
- Автоколонна № 1504 — грузовые перевозки.

С 1958 года на маршрутах появился первый автобус ЗИЛ-158. С 1970 года стали поступать автобусы марки ЛиАЗ-677, а с 1972-го — комфортабельные автобусы особо большой вместимости Ikarus 180, а позже — Ikarus 280.
В качестве важной вехи в истории развития автобусного транспорта города можно выделить 1979 год. До этого времени не существовало прямой связи между собственно городом и его левобережной частью — посёлком Матурино. Два берега связывались между собой паромом. В Матурино, между тем, осуществлялось собственное автобусное движение: левобережная паромная пристань связывалась со старым аэропортом. В 1979 году было открыто движение по новому Октябрьскому мосту. Соответственно, появился и первый маршрут, связывавший два берега Череповца. Им стал маршрут № 7, который на первых порах сразу за мостом поворачивал в Матурино — Зашекснинского района в те времена попросту не существовало. В конце 1980-х, когда началась активная застройка этого района, автобусы пошли и туда.
С конца 1980-х годов положение дел на череповецком автомобильном транспорте резко ухудшается, техническое состояние транспортных средств предприятий городского пассажирского транспорта было неудовлетворительным, время ожидания автобусов могло доходить до часа и более.
В 1991 году состоялась забастовка почти всего коллектива «Автоколонны № 1456» (не принимали участие только директор Дёмин Е. Ф., его ближайшее окружение и некоторые рядовые служащие администрации автоколонны), находившейся в то время в федеральном подчинении, которые требовали повышения заработной платы. Городской администрации стала очевидной необходимость создания пассажирского автотранспортного предприятия, подчиняющегося непосредственно муниципальным органам власти.
В декабре 1993 года образовано Муниципальное предприятие «Череповецкое пассажирское автотранспортное предприятие» (МП ЧПАТП). Автобусы для предприятия были приобретены за счет кредита, выданного городским Центром занятости населения в рамках программы создания дополнительных рабочих мест, сроком на 1 год. Погашение кредита производилось большей частью за счет городского бюджета, так как к моменту возврата кредита предприятие ещё не вышло на запланированный уровень пассажирских перевозок.
Администрация города разрешила новому предприятию в течение двух лет работать по наиболее оптимальному графику (с 7 до 19 часов). Тариф в автобусах МП ЧПТАП был установлен выше, нежели на автобусах «Автоколонны 1456», пассажирам не предоставлялось льгот.
Большую часть парка нового предприятия составили автобусы ПАЗ, в 1994—1995 годах было поставлено 16 автобусов Ikarus 260.
Маршруты МП ЧПАТП, хотя и являлись городскими, имели трехзначную нумерацию: 201, 202, и т. д. что было сделано для того, чтобы отличить их от маршрутов «Автоколонны № 1456».
В середине 1990-х на улицах также появилось большое число автобусов, принадлежавших частным перевозчикам, начали появляться и частные транспортные предприятия. В 1997 году возникло ООО «Новотранс», существующее до сих пор и также играющее важную роль в организации автобусного движения.
Все вышеперечисленное привело к оживлению транспортной ситуации в городе. Так, если до 1994 года не существовало ни одного маршрута, напрямую связывавшего Зашекснинский район и Заречье, то в 1994-м появилось сразу 3 регулярных маршрута: № 18, 201 и 205, а вскоре и № 7 был продлён из Северного района на улицу Архангельскую в Заречье.

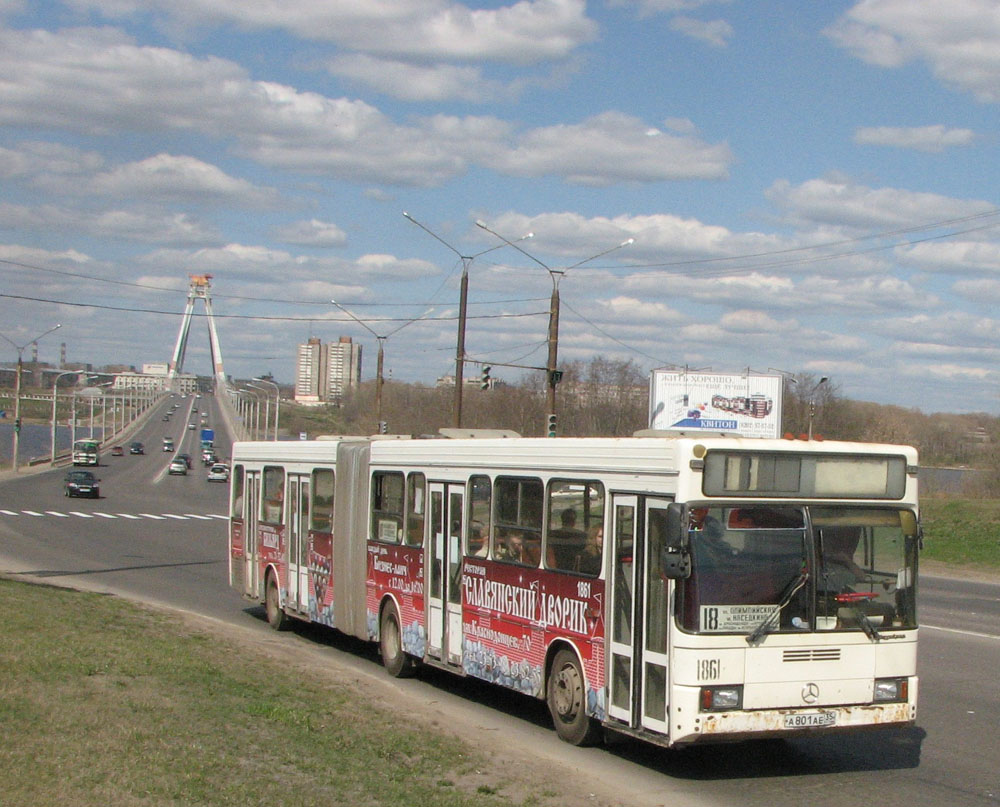
ГолАЗ АКА-6226 маршрута № 18 на Октябрьском проспекте

С 1996 года началось масштабное обновление парка в «Автоколонне № 1456». За счёт средств целевого заёма у Мирового Банка реконструкции и развития, были закуплены 12 автобусов Mercedes-Benz Conecto турецкой сборки и 38 автобусов особо большой вместительности («гармошек») ГолАЗ АКА-6226. Большая часть этих машин служит городу до сих пор. Два Mercedes Benz O345 были проданы в Петрозаводск в 2007 году. Кредит выплачивается за счет городского бюджета и будет погашен до 2010 года.
С 2000 года часть автобусов переводилось на газовое топливо. В первую очередь это коснулось старых автобусов ЛиАЗ-677 и Ikarus 280.
В 2006 году прекратило своё существование МП ЧПАТП. Все автобусы и маршруты предприятия были переданы под управление МУП «Автоколонна 1456».
В том же 2006 году списаны последние автобусы типа «Икарус», а чуть ранее ЛиАЗ-677. Официально это объяснялось стремлением отказаться от автобусов, не удовлетворяющим современным экологическим требованиям. Однако решение оказалось довольно спорным: большинство из списанных Ikarus 280 всего за несколько лет до этого прошли капитальный восстановительный ремонт (КВР), были в достаточно хорошем состоянии и, главное, составляли довольно большую часть всех автобусов особо большой вместительности в Череповце. Оставалось только около четырёх десятков ГолАЗ АКА-6226 и некоторое число автобусов разных моделей у частных перевозчиков. После списания «Икарусов» дефицит таких автобусов в Череповце стал заметен. Автобусы ЛиАЗ-5256 и тем более ПАЗ-4234, активно закупавшиеся в то время, полноценно заменить их не смогли.
И только на рубеже 2008—2009 годов в городе впервые за 10 лет появились новые сочленённые автобусы — ЛиАЗ-6212.
В 2013 году МУП «Автоколонна 1456» при помощи города закупил 10 автобусов МАЗ-103. В 2017 году ООО «Новотранс» приобрела 8 автобусов МАЗ-103 и МАЗ-203.
Стоимость проезда с 1 ноября 2019 года — 28 рублей, льготный билет — 22 рубля.

## Череповецкая автобусная система сегодня

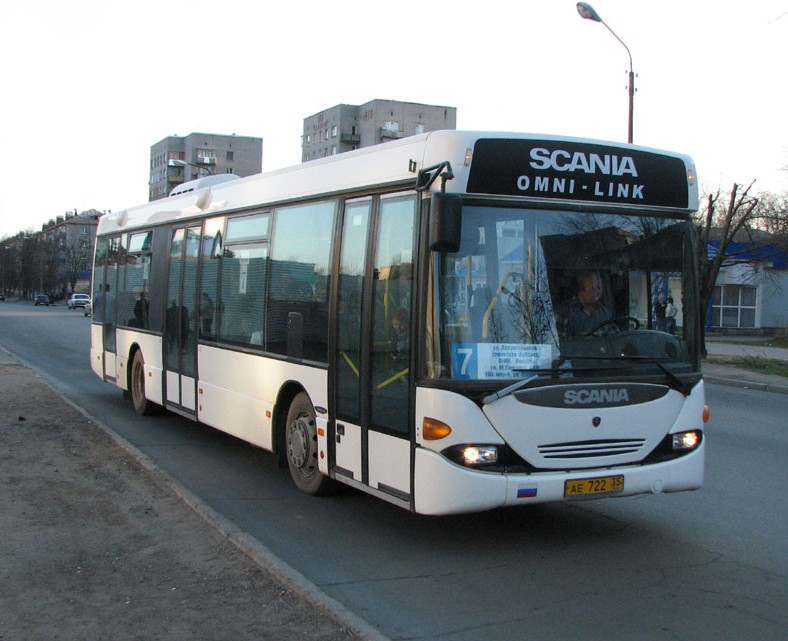
Scania Omnilink 7-го маршрута на улице Максима Горького

На настоящий момент[когда?] в городе насчитывается около 30 маршрутов, число которых периодически меняется и включает пиковые, специальные и сезонные маршруты. Все перевозки осуществляются автобусами средней, большой и особо большой вместительности. Отсутствие маршрутных такси является отличительной положительной чертой городской транспортной системы, по сравнению со многими городами России.
Автобусы связывают между собой все 4 района города: Индустриальный (в том числе, ПАО «Северсталь»), Заречье, Зашекснинский и Северный, отдалённые военные городки и посёлки: Новые Углы, Питино и Тоншалово, а также отдалённое химическое предприятие АО «Апатит». Есть также сезонные дачные маршруты.